# 429 př. n. l.

## Úmrtí
V Aténách umírá řecký stratég Periklés při morové epidemii (* 500 př. n. l.)

## Hlava státu
- Perská říše – Artaxerxés I. (465 – 424 př. n. l.)
- Egypt – Artaxerxés I. (465 – 424 př. n. l.)
- Bosporská říše – Satyrus (433 – 389 př. n. l.)
- Sparta – Pleistonax (458 – 409 př. n. l.) a Archidámos II. (469 – 427 př. n. l.)
- Athény – Apollodorus (430 – 429 př. n. l.) » Epameinon (429 – 428 př. n. l.)
- Makedonie – Perdikkás II. (448 – 413 př. n. l.)
- Epirus – Tharrhypas (430 – 392 př. n. l.)
- Odryská Thrácie – Sitalces (431 – 424 př. n. l.)
- Římská republika – konzulové Hostus Lucretius Tricipitinus a L. Sergius Fidenas (429 př. n. l.)
- Kartágo – Hannibal Mago (440 – 406 př. n. l.)